# Karo Koivunen
Karo Koivunen (Espoo, 19 aprile 1979) è un hockeista su ghiaccio finlandese.

## Carriera
Ha giocato per quasi tutta la sua carriera in Finlandia, tra la prima serie, la SM-Liiga, con la maglia del Pelicans Lahti (2005-2009), e la seconda, la Mestis, con le maglie del Kokkolan Hermes (2000-2003), dell'HC Salamat (per l'intera stagione 2003-2004, e l'inizio delle due stagioni successive) e dell'HeKi (squadra satellite del Pelicans).
Le uniche esperienze fuori dai confini le ha fatte in Italia, all'SG Pontebba: una prima volta, nel 2004-2005, quando contribuì alla promozione in massima serie della squadra friulana; una seconda, per la stagione 2009-2010 in massima serie.

## Palmarès

### Nazionale
- Campionato europeo di hockey su ghiaccio Under-18: 1

Repubblica Ceca 1997